# Comuna Popivka, Onufriivka
Popivka (în ucraineană Попівка) este o comună în raionul Onufriivka, regiunea Kirovohrad, Ucraina, formată din satele Kalacivka, Kosteantînivka, Liubivka, Pavlovoluisk, Popivka (reședința) și Soldatske.

## Demografie
Componența lingvistică a comunei Popivka
     Ucraineană (98,14%)
     Rusă (1,77%)
     Alte limbi (0,1%)
Conform recensământului din 2001, majoritatea populației comunei Popivka era vorbitoare de ucraineană (98,14%), existând în minoritate și vorbitori de rusă (1,77%).